# رالی وی
رالی وی (به انگلیسی: V-Rally) یک بازی ویدئویی به سبک مسابقه‌ای از سری مسابقات اتومبیل‌رانی رالی است، که توسط اینفوگرمز مولتی‌مدیا ساخته شده و در ژوئیه ۱۹۹۷ توسط شرکت الکترونیک آرتس برای کنسول پلی‌استیشن منتشر شد. بعدها نسخه‌ای سازگار شده از این بازی برای پلت‌فرم‌های گیم بوی، نینتندو ۶۴، گیم بوی کالر و مایکروسافت ویندوز عرضه شد. دنبالهٔ این بازی تحت عنوان رالی وی ۲ در سال ۱۹۹۹ منتشر شد.